# Colegio Mayor Teresa de Jesús
El Colegio Mayor Teresa de Jesús es uno de los cinco colegios mayores de fundación directa de la Universidad Complutense de Madrid. Está situado en la Ciudad Universitaria de Madrid (España). Aunque en la actualidad es de carácter mixto, fue hasta 2010 un colegio mayor femenino.

## Historia
Absorbió tras la Guerra Civil Española la Residencia de Señoritas, primer centro oficial que creó en 1915 la Junta para Ampliación de Estudios e Investigaciones Científicas, como complemento de la Residencia de Estudiantes (para varones), creada ya en 1910. La antigua residencia dirigida desde su fundación por María de Maeztu, se reinauguró en 1940 tras el desmantelamiento de los centros de la Junta decretado por el gobierno franquista, con el nombre de Residencia Teresa de Cepeda, ocupando las instalaciones de la calle de Fortuny de Madrid. Dos años después, en 1942, en pleno empuje a la creación de colegios mayores, pasó a denominarse Colegio Mayor Santa Teresa de Jesús dependiente de la Universidad de Madrid, ya con la dirección de Matilde Marquina García. Algunas de las antiguas colaboradoras de la Residencia mantuvieron sus puestos, como la secretaria Eulalia Lapresta, Lucía Calvillo y la bibliotecaria, Enriqueta Martín.
En 1975 se trasladó a la Ciudad Universitaria. Tras unos años residiendo en el Colegio Mayor Miguel Antonio Caro, las colegialas del Santa Teresa se instalaron, desde el curso 1980/1981, en las instalaciones hasta entonces pertenecientes al desaparecido Colegio Mayor Francisco Franco. Dicho Colegio Mayor había sido creado, en principio, con la intención de que residieran en él los hijos de la guardia mora de Franco, habiéndose convertido en colegio mayor universitario masculino cuando este cuerpo fue disuelto tras la independencia de Marruecos. En dicho Colegio Mayor Francisco Franco residieron personajes de la talla del político Adolfo Suárez o el periodista Pedro Piqueras.
En 2006 el Colegio Mayor Santa Teresa de Jesús cerró sus puertas para someterse a reforma y rehabilitación a cargo del arquitecto José María Pérez (conocido como Peridis). Abierto de nuevo en octubre de 2007, desde el inicio del curso 2010/2011 pasó a ser un Colegio Mayor mixto.

## Colegiales ilustres
- Rosa Martínez Rodríguez, política ecologista y ecofeminista española.